# Palazzo Arcivescovile (Palermo)
Il Palazzo Arcivescovile di Palermo è la sede dell'Arcivescovado di Palermo.
È ubicata in via Matteo Bonello, angolo strada del Cassaro, in pieno centro cittadino e a pochi metri dalla cattedrale e dal Palazzo dei Normanni.

## Storia

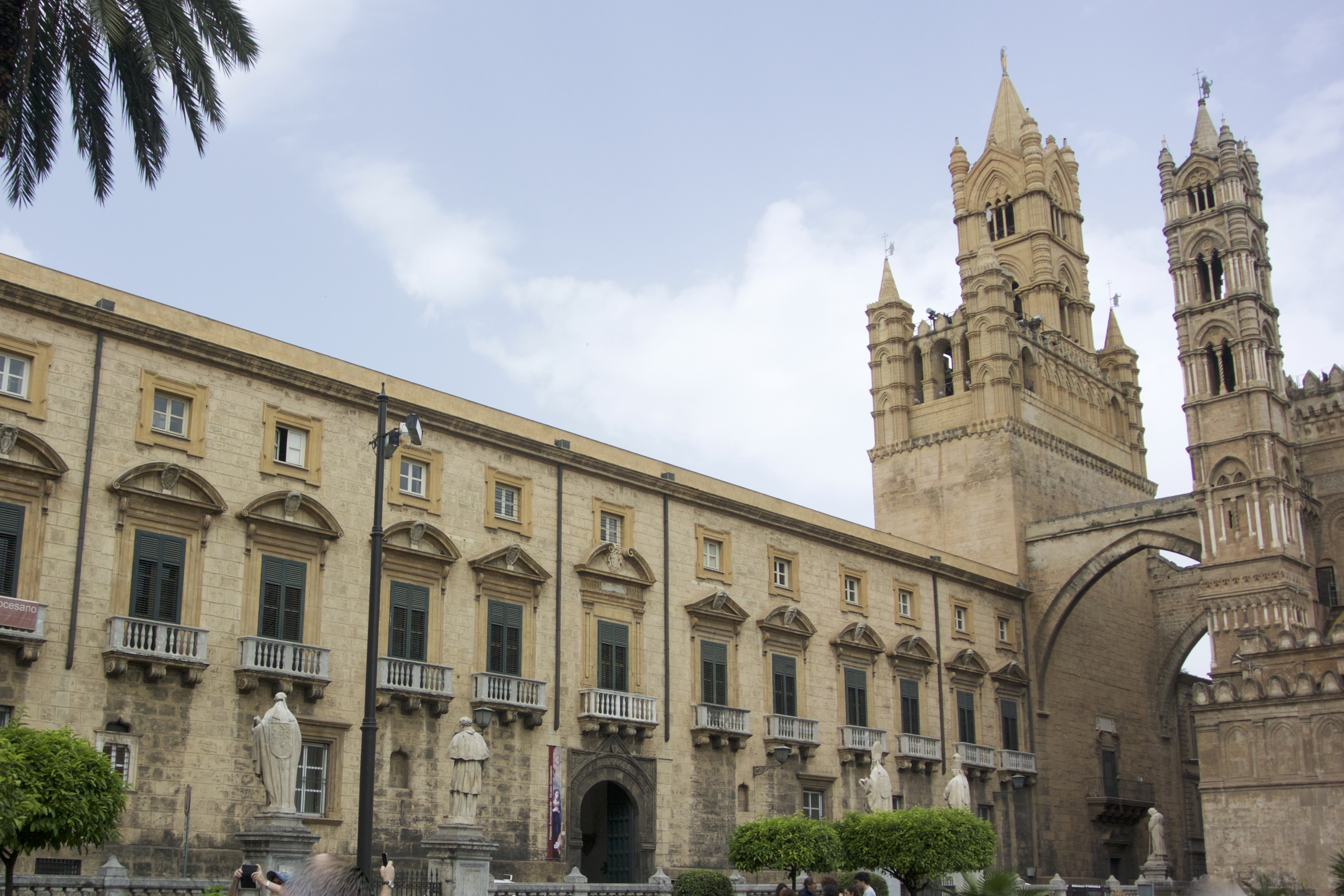
Veduta del prospetto orientale.

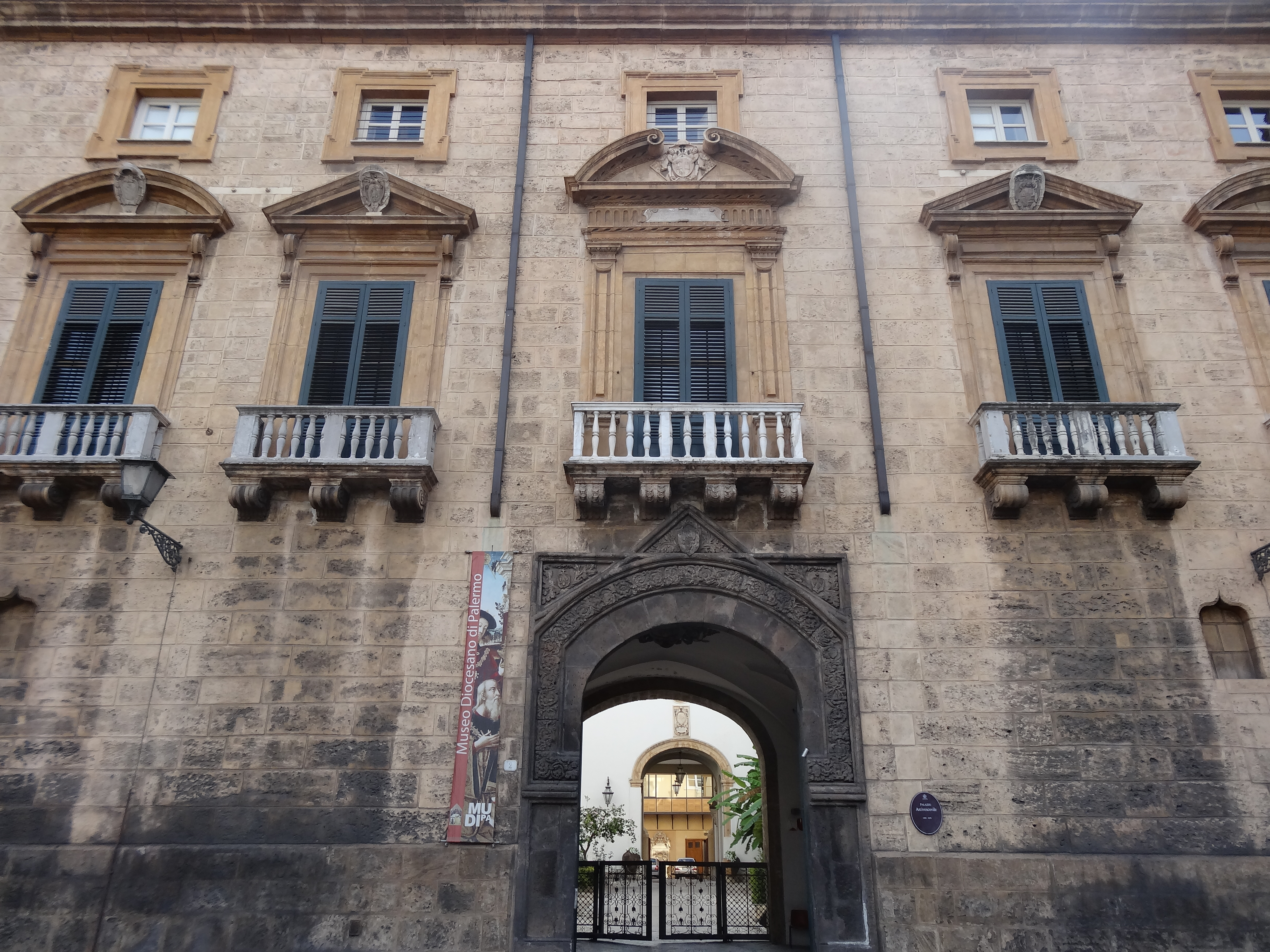
Il Portale di via Bonello.

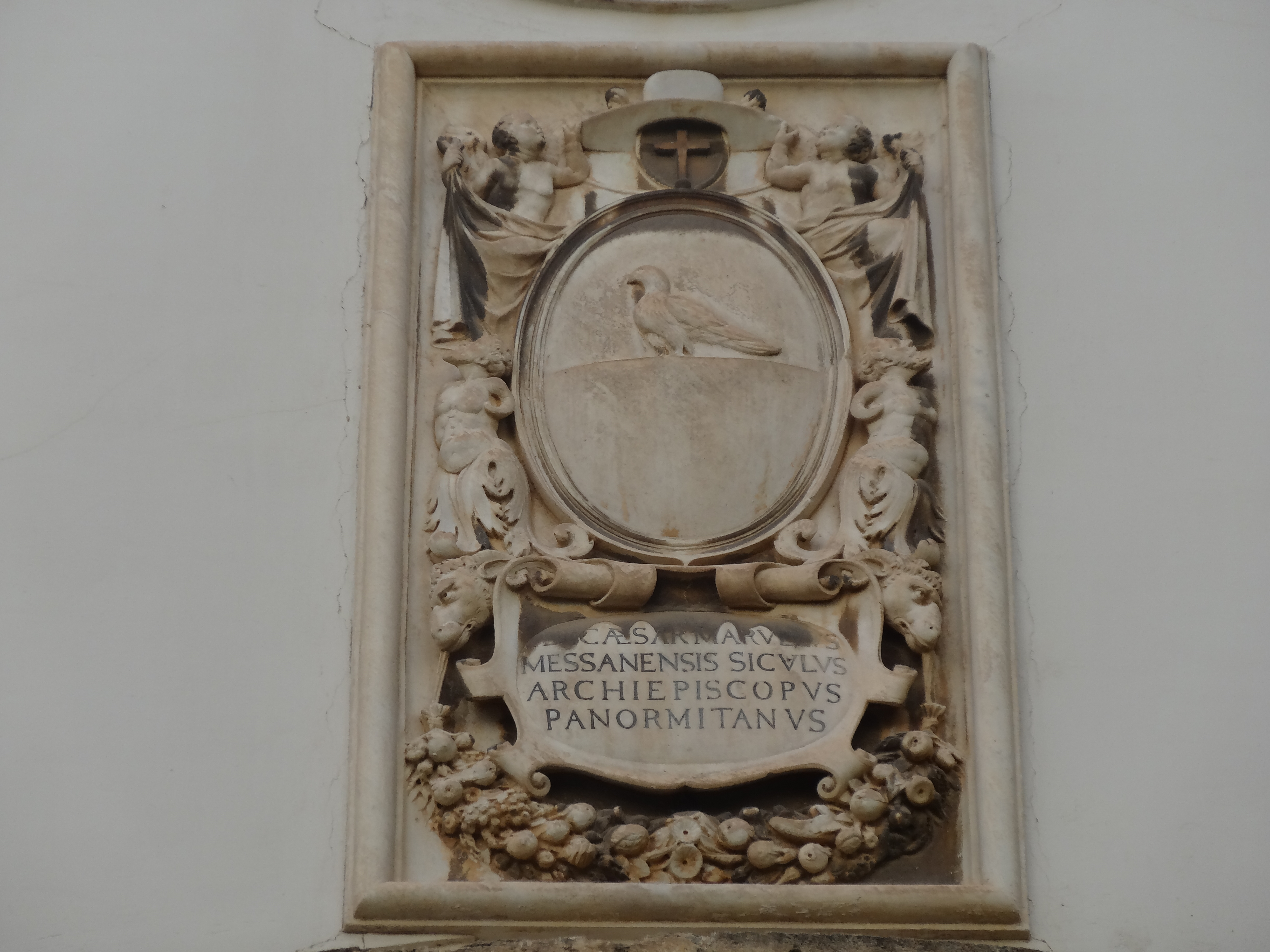
Insegne dell'Arcivescovo Marullo.

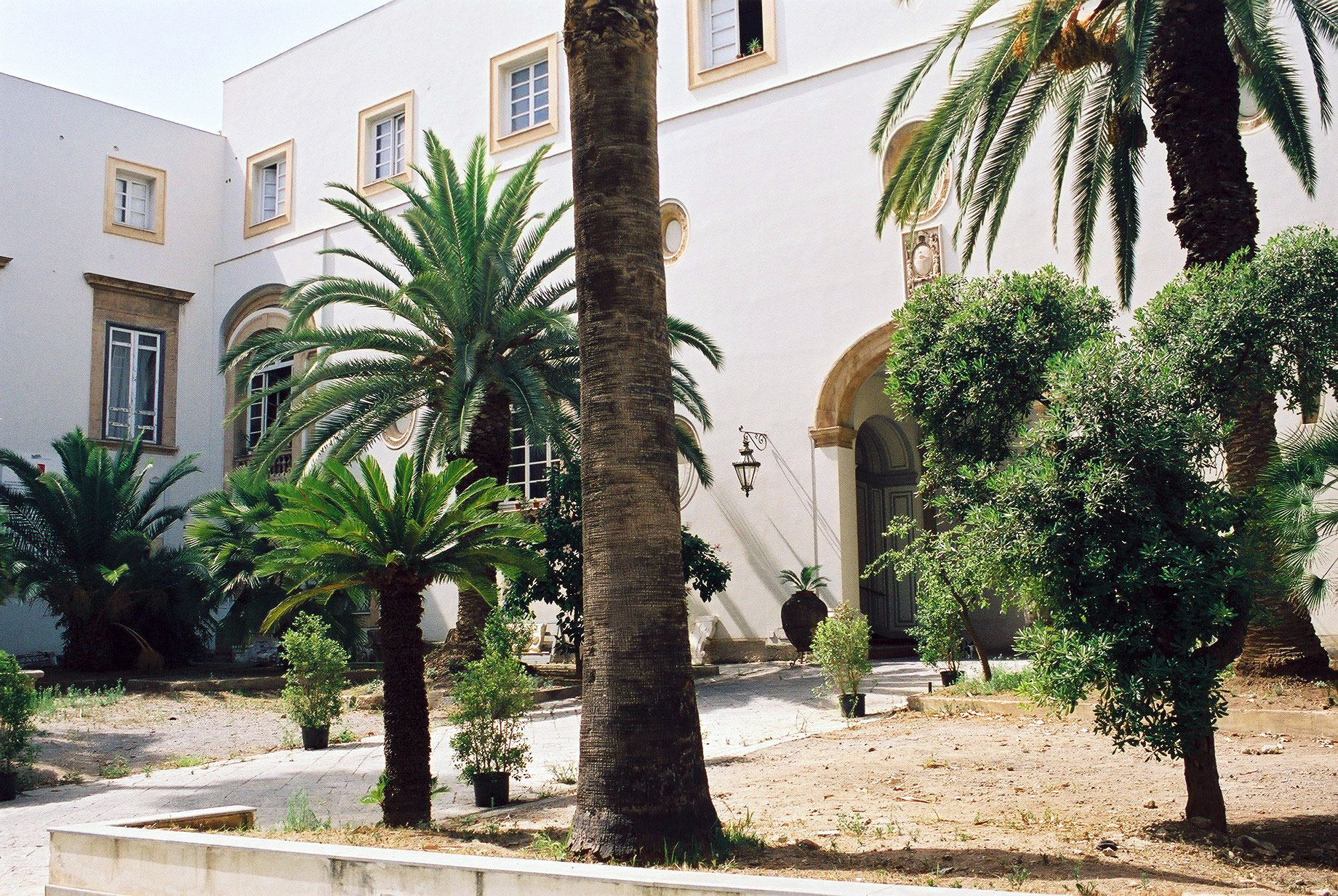
Veduta del giardino interno.

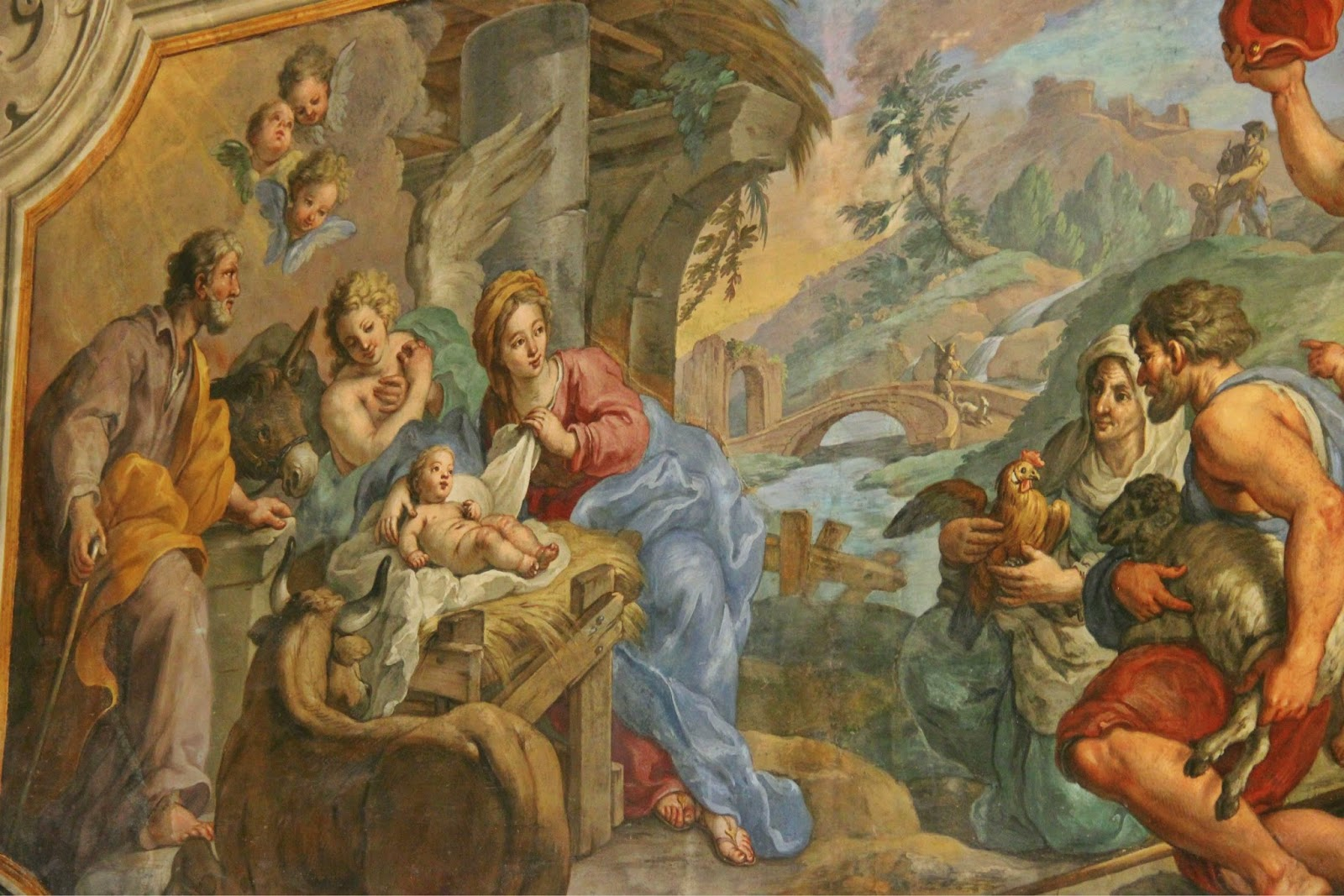
Natività di Guglielmo Borremans.

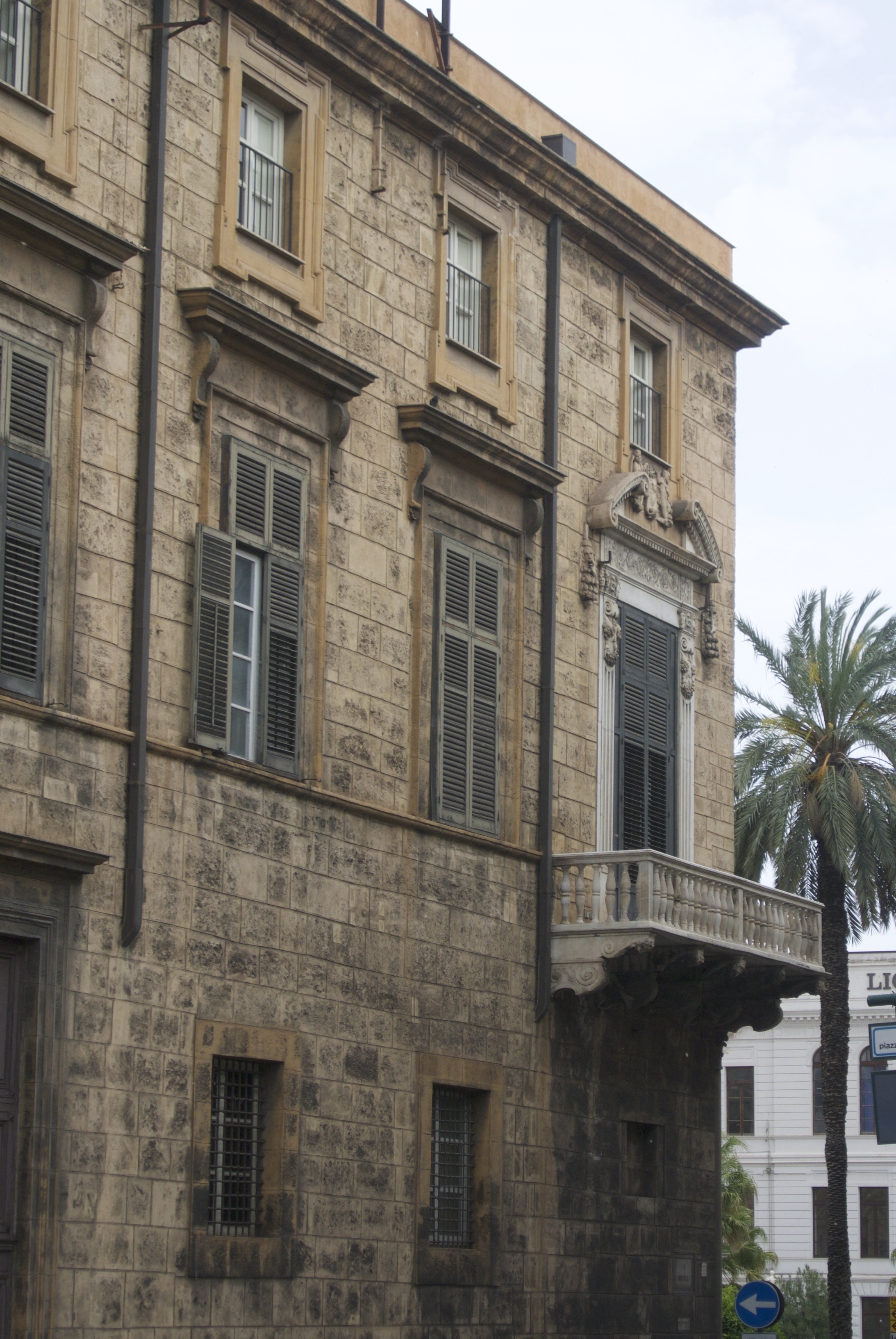
Balcone di Vincenzo Gagini.

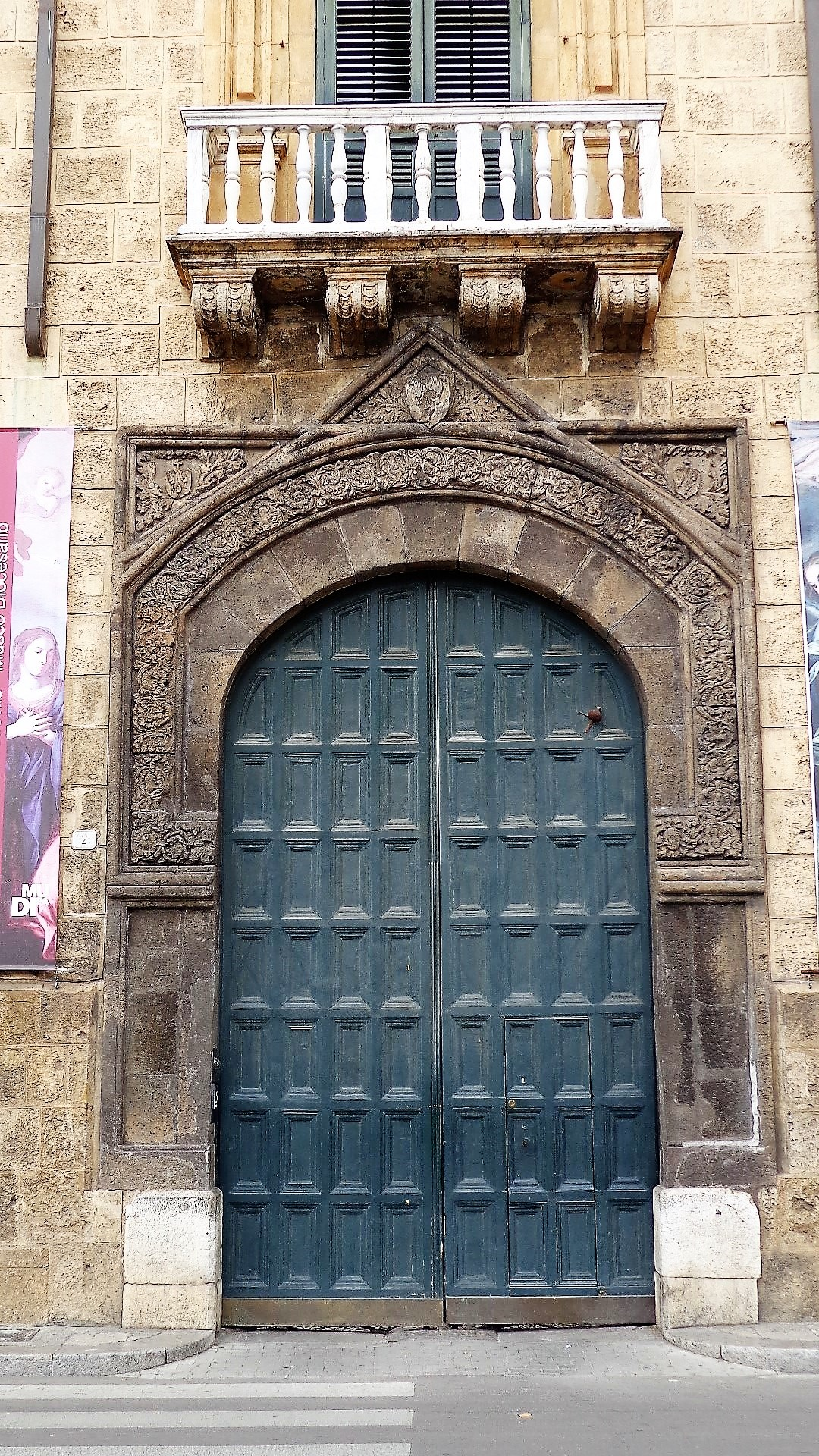
Portale principale.

### Epoca aragonese
L'edificio fu concepito sul finire del sesto decennio del XV secolo in sostituzione del primitivo Vecchio Arcivescovado ubicato sul lato settentrionale della cattedrale. Infatti, l'antica struttura rimodulata in epoca normanna e dimora del promotore della ricostruzione del tempio palermitano, l'arcivescovo Gualtiero Offamilio, mostrava evidenti segni d'inadeguatezza e ricettività per via delle vetuste origini risalenti al 444.
L'arcivescovo Simone Beccadelli scelse come luogo di riedificazione la zona prospiciente il prospetto occidentale della cattedrale, su un'area adiacente al torrione medievale, manufatto successivamente inglobato nell'edificio. Nel 1460 è documentato il trasferimento della Corte Vescovile nella nuova sede del Palazzo Arcivescovile evento riportato nelle cronache di Tommaso Fazello.
Della costruzione si ammirano ancora oggi l'elegante trifora gotico-fiammeggiante e il portale "siculo-catalano", ove è scolpito lo stemma del fondatore adorno delle armi della famiglia Beccadelli di Bologna.

### Epoca spagnola
In epoca spagnola ogni vescovo si fece promotore di importanti lavori d'ingrandimento e abbellimento del sacro palazzo, opera iniziata col patrocinio dei balconi che costituiscono le teorie del prospetto orientale. Il balcone sovrastante il portale d'accesso fu finanziato dal vescovo Diego Haëdo nel 1592. Il cardinale Giannettino Doria provvide alla realizzazione dell'ala destra, mentre Pietro Martinez y Rubio realizzò l'ala sinistra e il raccordo con la torre campanaria. È documentata la Porta Canonica dirimpetto alla porta maggiore della cattedrale.
I lavori conferirono alla facciata l'espressione artistica prettamente più in voga nella Palermo dell'epoca: lo stile rinascimentale. Le pareti in conci squadrati presentano finestre e monofore dal caratteristico profilo superiore a petto d'oca nell'interrato, balconi con finestre sormontate da timpani ad arco o triangolari con stemmi centrali al piano nobile, tredici finestre omogenee sono allineate nel terzo ordine. Solo il balcone centrale presenta un timpano con volute ad arco spezzato e stemma intermedio su elaborato architrave.
Per converso, il prospetto sul Cassaro fu finanziato dall'arcivescovo Cesare Marullo che lo abbellì con il balcone in prossimità dell'angolo, manufatto commissionato a Vincenzo Gagini nel 1587, recante sculture raffiguranti le imprese e le armi della famiglia Marullo. Opera in seguito soggetta ai rifacimenti e restauri voluti rispettivamente dal cardinale Doria e Raffaele Mormile all'inizio del XIX secolo. L'intero prospetto meridionale incorpora il palazzo vescovile e il Seminario dei Chierici, presenta all'angolo dell'ex vicolo di San Crispino il balcone realizzato da Valerio Villareale commissionato dall'arcivescovo Ferdinando Maria Pignatelli.
Nel XVI secolo l'edificio fu ulteriormente ampliato verso Porta Nuova lungo la strada del Cassaro, per ospitare anche il seminario arcivescovile (oggi sede della Pontificia facoltà teologica di Sicilia "San Giovanni Evangelista"). Per costruire quest'ala del palazzo fu abbattuta la preesistente chiesa di Santa Barbara la Sottana, di cui rimane la statua marmorea del 1496 custodita nel Museo Diocesano. I vari corpi inglobati furono modificati per creare un'unica facciata prospicienti le odierne Villa Bonanno e piazza della Vittoria, aree che costituivano il primitivo Piano di Palazzo Reale.
Internamente fu realizzato lo scalone d'onore o primitiva Rampa Marullo del 1587, gli ambienti abbelliti con stucchi realizzati da Serafino Filangieri, all'aggregato furono aggiunte la scuderia e la fontana. Al piano nobile il grande salone di rappresentanza, denominato Sala della Trifora, comunicante con gli appartamenti meridionali con panorama sulla piazza del Real Palazzo e gli appartamenti orientali con vista sulla cattedrale.
Durante il XVII secolo furono effettuate delle modifiche per volontà del cardinale Giannettino Doria, alcuni ambienti furono avvicinati allo stile contemporaneo. In seguito l'interno subisce una rimodulazione nella conformazione delle stanze abbellite con la realizzazione di numerose pitture, in particolare gli affreschi del fiammingo Guglielmo Borremans eseguiti tra il 1733 e il 1734 per volere dell'arcivescovo Matteo Basile, culminanti con il ciclo delle Storie dell'infanzia di Cristo oggi rappresentate dalla Fuga in Egitto e dall'Adorazione dei Pastori. Altre pitture del romano Gaspare Fumagalli e seguaci, costituirono committenza dell'arcivescovo napoletano Serafino Filangieri, che nobilitano le volte e le pareti con splendide finte prospettive e le allegorie della Speranza e della Carità. Altre commissioni documentate furono realizzate da Pietro Martorana.
La selva di torri campanarie neogotiche sul torrione furono progettate dall'architetto Emmanuele Palazzotto tra il 1826 e il 1835, intervento successivo ai danni arrecati da terremoto di Pollina del 5 marzo 1823 ed altri eventi sismici immediatamente precedenti.
Nel XIX secolo molti ambienti furono nuovamente modificati secondo il gusto del tempo pertanto le pitture barocche furono in parte eliminate e sostituite con nuove decorazioni come le tempere presenti sui soffitti del Salone Verde, Salone Giallo e Salone Azzurro, realizzate per conto dell'arcivescovo Giovanni Battista Naselli.

### Epoca contemporanea
Nel 1927 il settore antistante la cattedrale ospita il Museo Diocesano e negli ultimi decenni all'interno del palazzo sono stati trasferiti gli uffici della curia e del vescovo cittadino.
Per disposizione del cardinale arcivescovo Salvatore Pappalardo, i saloni di rappresentanza su via Matteo Bonello sono stati destinati a nuova sede del Museo Diocesano in sostituzione di quelli dell'intero secondo piano fin dal 1927 occupati da questa istituzione.

## Descrizione

### Piano nobile

#### Balcone Marullo
Commissionato dal Marullo per celebrare le gesta e le armi di famiglia, ripetutamente rimaneggiato e restaurato, Vincenzo Gagini nella realizzazione del balcone consegna cinque ritratti scolpiti sulle facce inferiori delle mensole che reggono il piano di calpestio, raffigurando i componenti più rappresentativi della propria Famiglia. Tutti i rappresentanti maschi dei Gagini costituiscono a vario titolo le maestranze della Fabbrica della Cattedrale di Palermo.
Così Vincenzo consegna ai posteri e alla storia dell'arte le fisionomie dei propri cari, presumibilmente da sinistra verso destra, da occidente verso oriente e in ordine d'età il volto del padre Antonello, contraddistinto dal volto maturo incorniciato dalla folta capigliatura e la barba fluente molto somigliante all'incisione esistente, quello del fratellastro Antonino, dei fratelli Giacomo e Fazio, per concludere, il proprio autoritratto.
Un fermo immagine a tre dimensioni eseguito in età matura e, per cronologia delle fisionomie, collocabile intorno all'anno 1535, ove sono raffigurati il padre Antonello nella piena maturità artistica e ormai prossimo al termine della carriera, se stesso giovanissimo allievo di bottega e in mezzo naturalmente i fratelli nel pieno vigore fisico e artistico. Le raffigurazioni omaggiano il padre scomparso da mezzo secolo e il fratello Fazio mancato venti anni prima. Rilievi fra i pochissimi ritratti dei principali componenti del ramo siciliano della celebre scuola dei Gagini.

#### Balcone Pignatelli
Sulla stessa facciata all'angolo opposto il balcone di Valerio Villareale ispirato al precedente e voluto dall'arcivescovo Ferdinando Maria Pignatelli nel 1840. Sulle facce inferiori delle mensole che reggono il piano di calpestio sono raffigurati Pietro Novelli, Ignazio Francesco Marabitti, Giuseppe Venanzio Marvuglia, Giuseppe Velasco, Vincenzo Riolo.

## Seminario dei chierici
Il Seminario dei Chierici o Seminario Vescovile è oggi sede della Facoltà Teologica Siciliana meglio conosciuta come Pontificia facoltà teologica di Sicilia "San Giovanni Evangelista".
Il 5 giugno 1580 l'arcivescovo Cesare Marullo fondò l'istituzione presso la chiesa di San Giovanni e Santo Stefano al Piano ove è documentata la chiesa del monastero dei Settangeli. Appena due anni dopo per ingrandirlo deliberò l'edificazione di un edificio contiguo al Palazzo Arcivescovile ove sorgeva la chiesa di Santa Barbara e San Teodoro aggregando questo tempio al seminario. Il 7 marzo 1583, ricorrenza di San Tommaso d'Aquino, il vescovo e il viceré di Sicilia Marcantonio Colonna, principe e duca di Paliano posero la prima pietra della costruzione, la direzione dei lavori fu affidata a Giorgio di Fazio.
Dal 1949 è stato trasferito nei locali della Badia Nuova adiacenti alla chiesa della Madonna di Monte Oliveto.

## Chiesa di Santa Barbara la Sottana
La chiesa di Santa Barbara la Sottana è documentata con tre cappelle di cui una ospitava la statua marmorea della titolare realizzata nel 1496. Al presente è sostituita dalla Cappella dell'Immacolata del XVIII secolo.

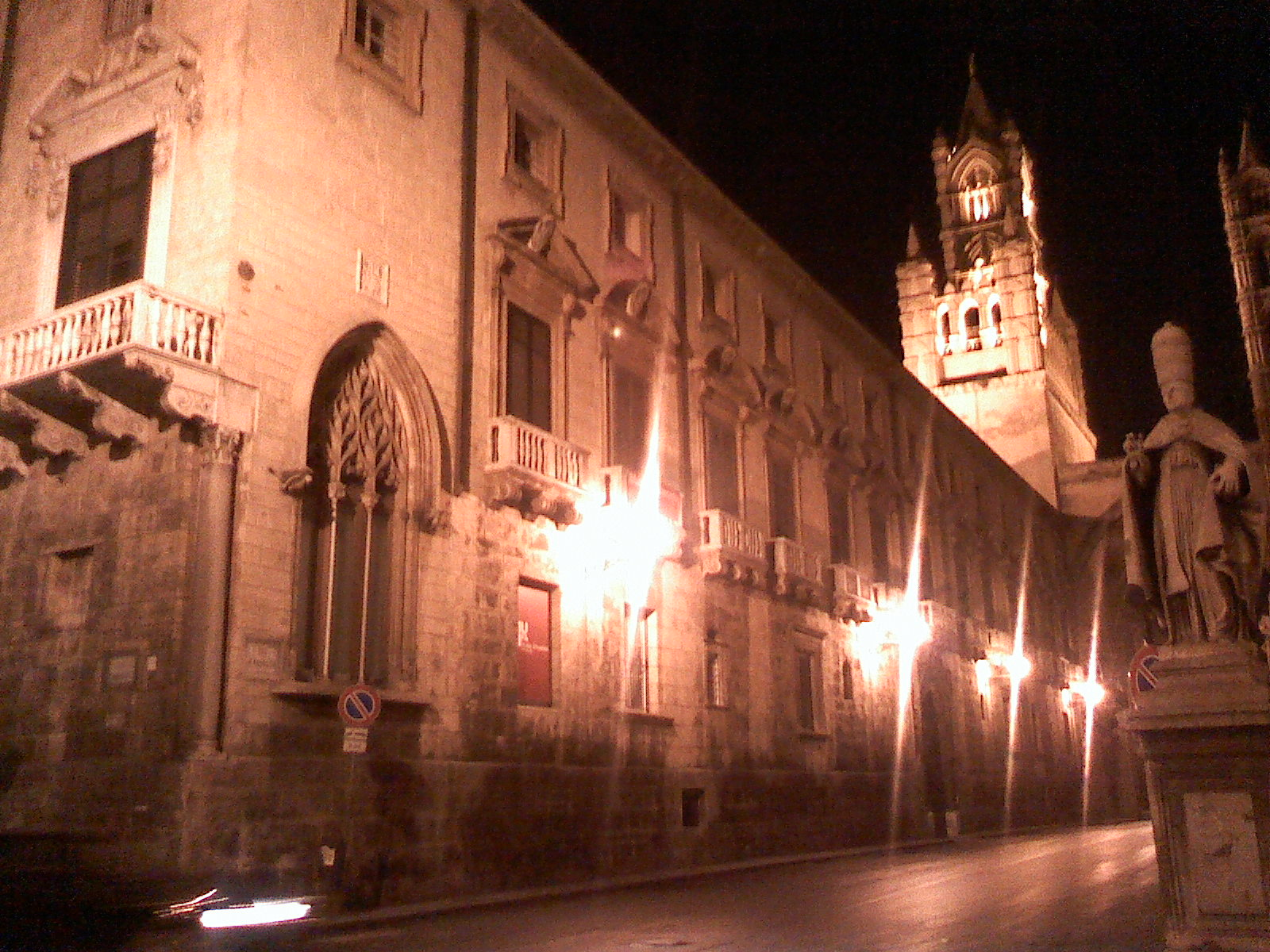
La facciata principale del palazzo, in alto a sinistra il Balcone sul Cassero di Vincenzo Gagini.
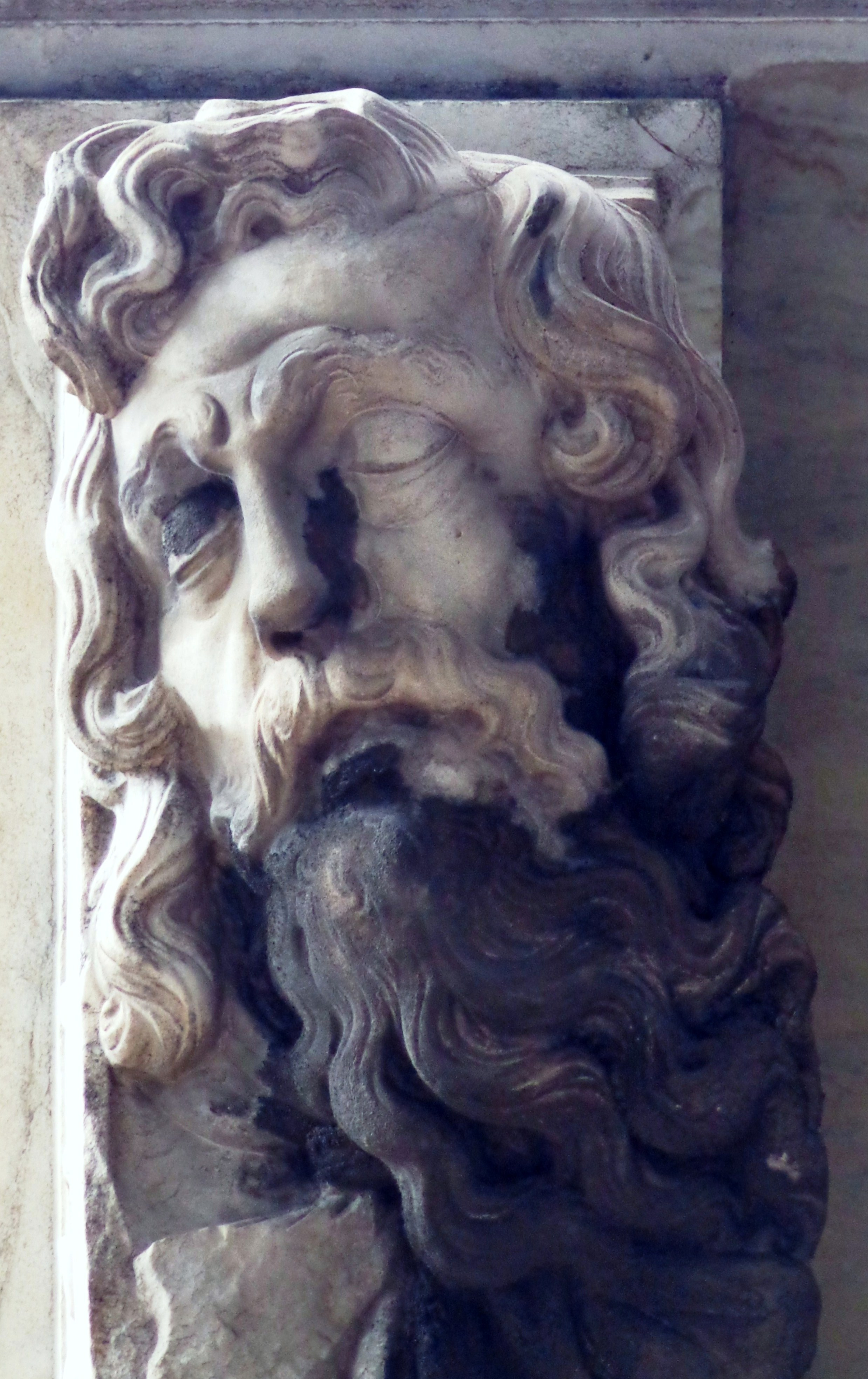
Antonello Gagini
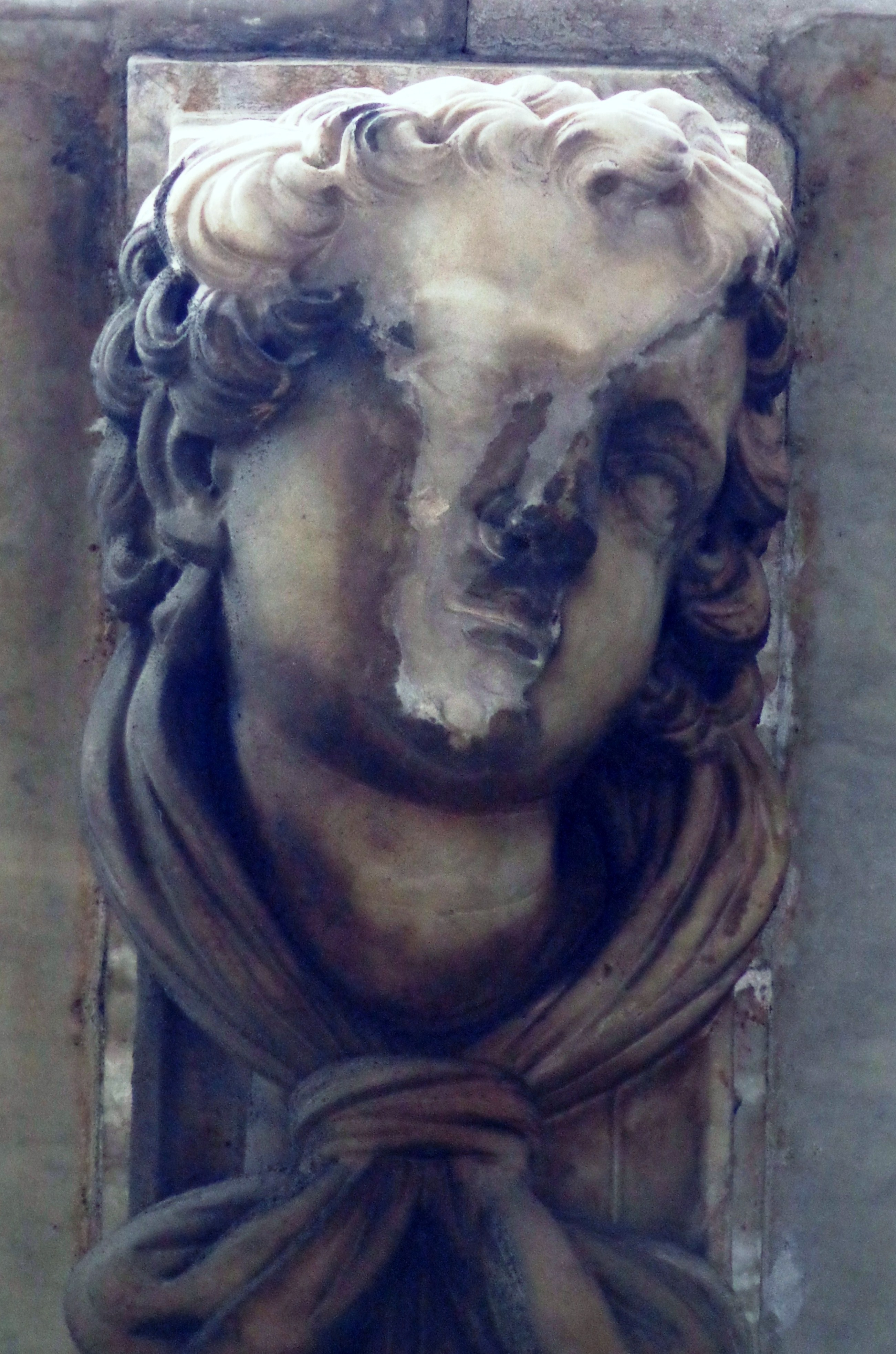
Antonino Gagini
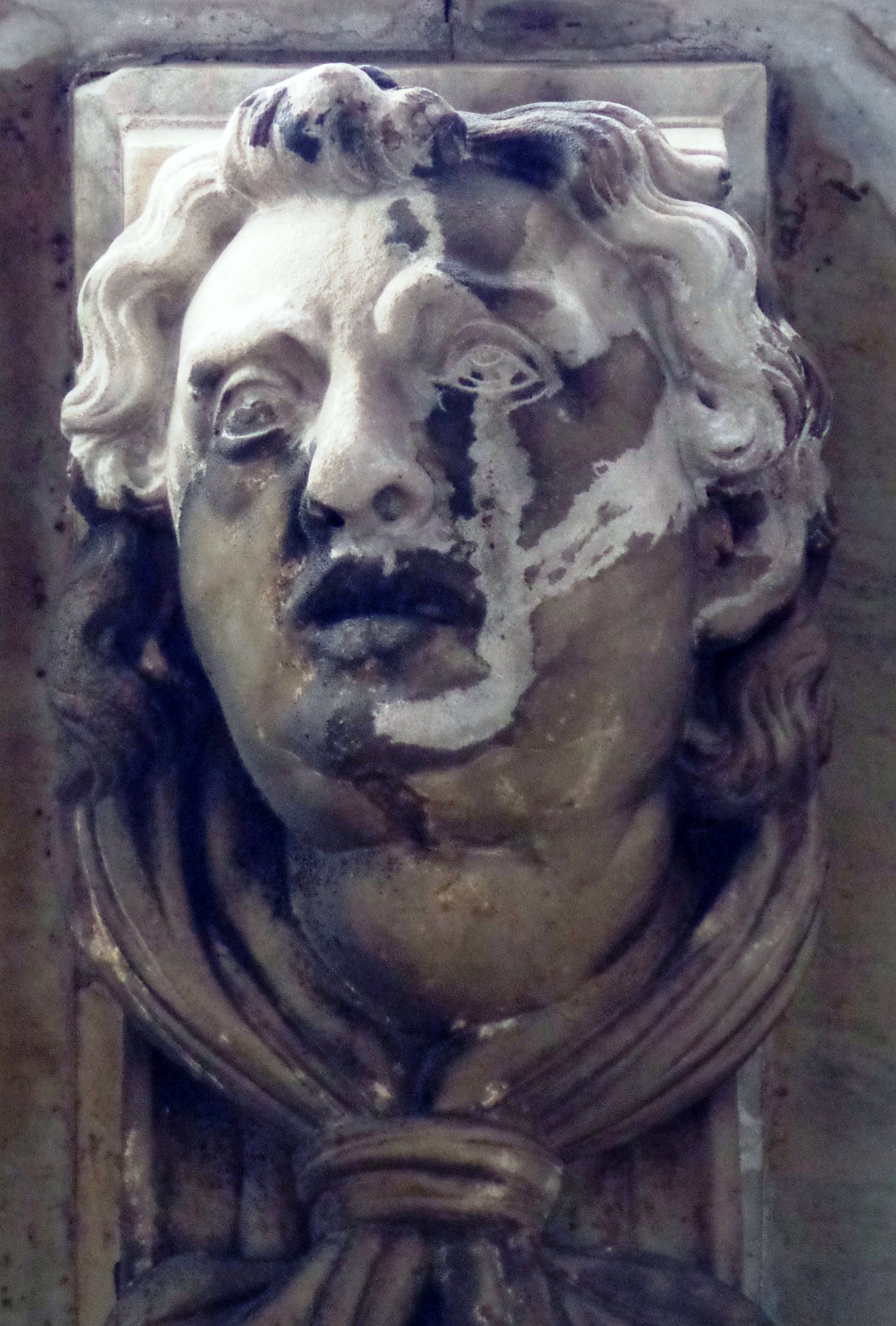
Giacomo Gagini
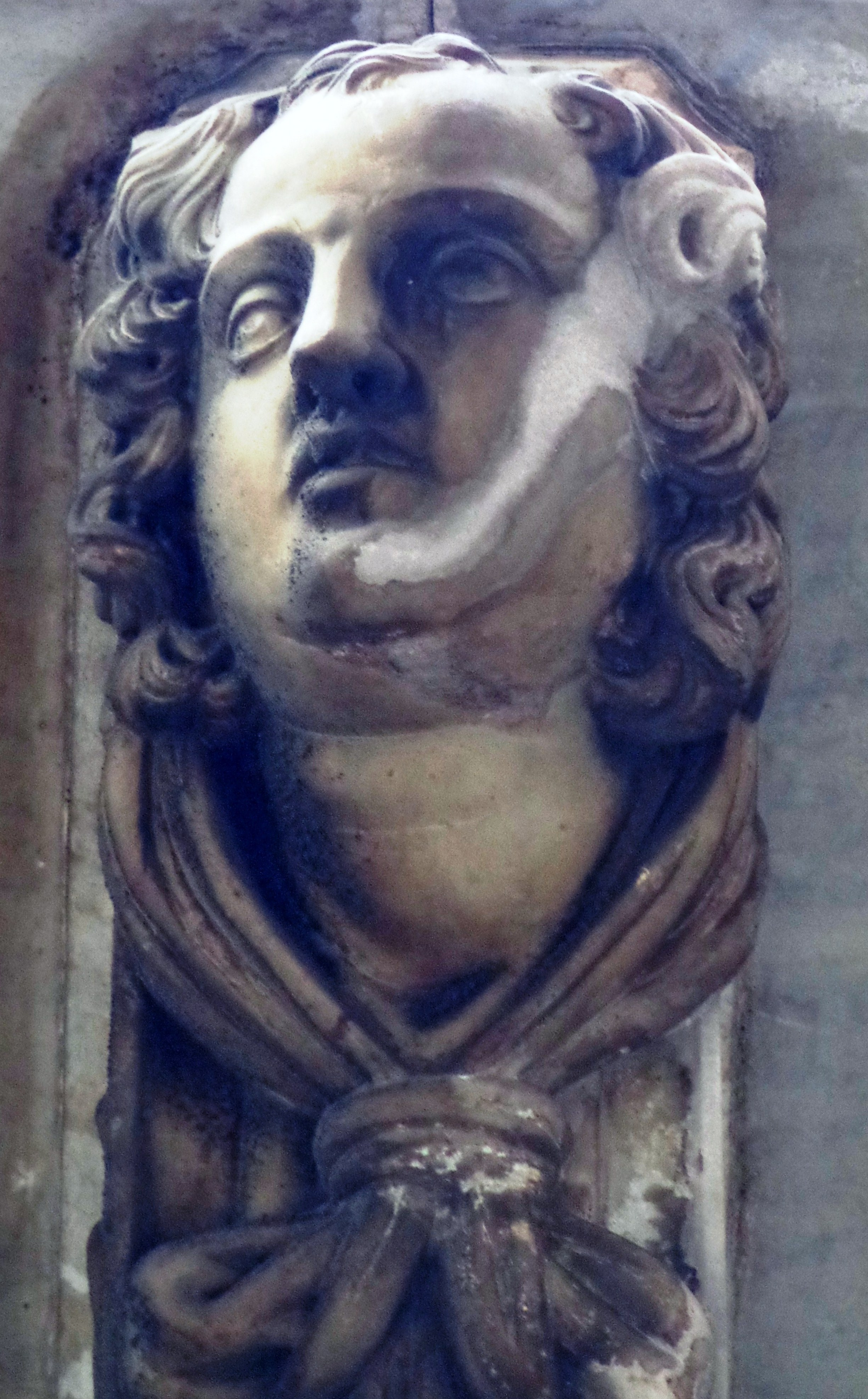
Bonifacio Gagini
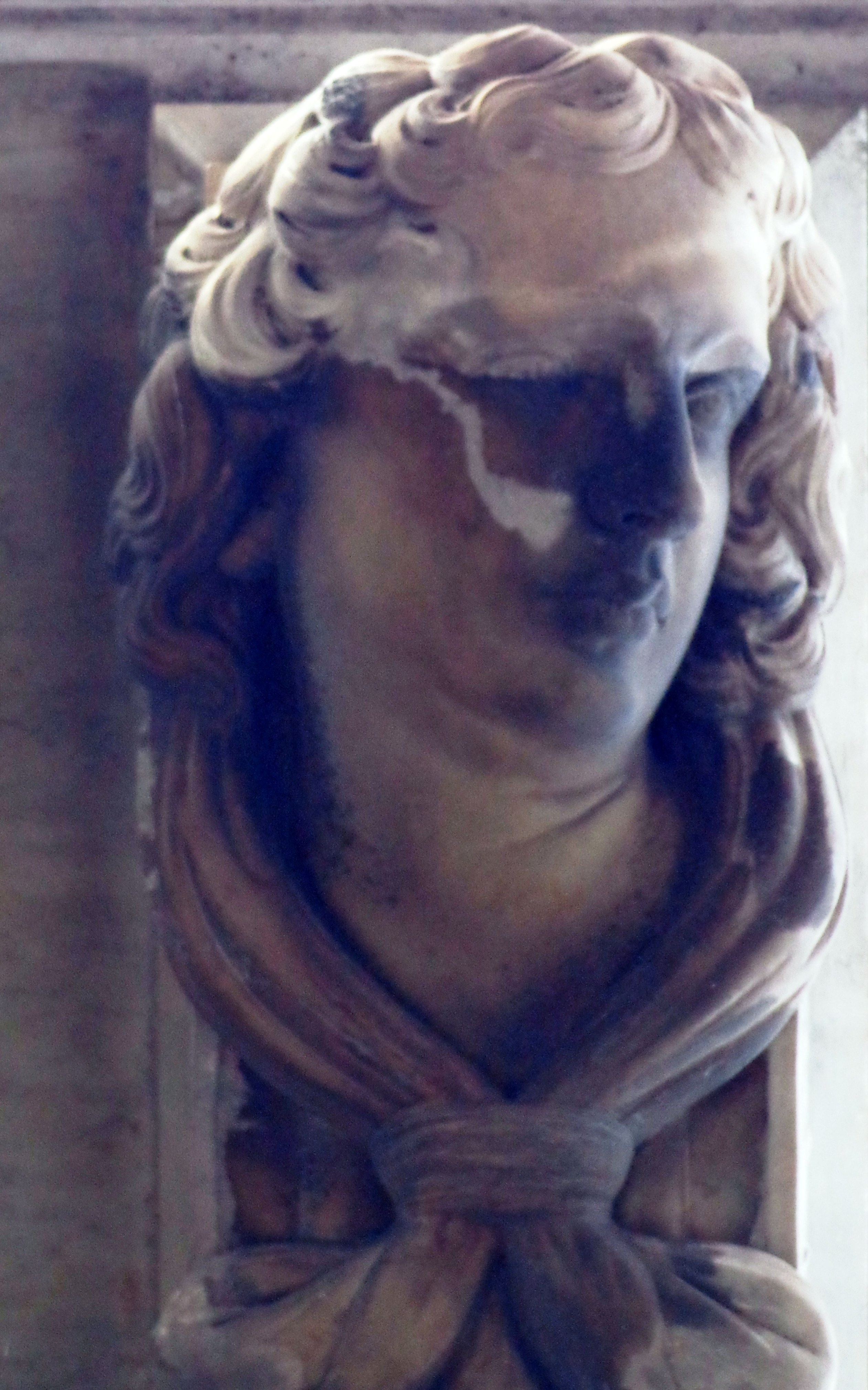
Vincenzo Gagini
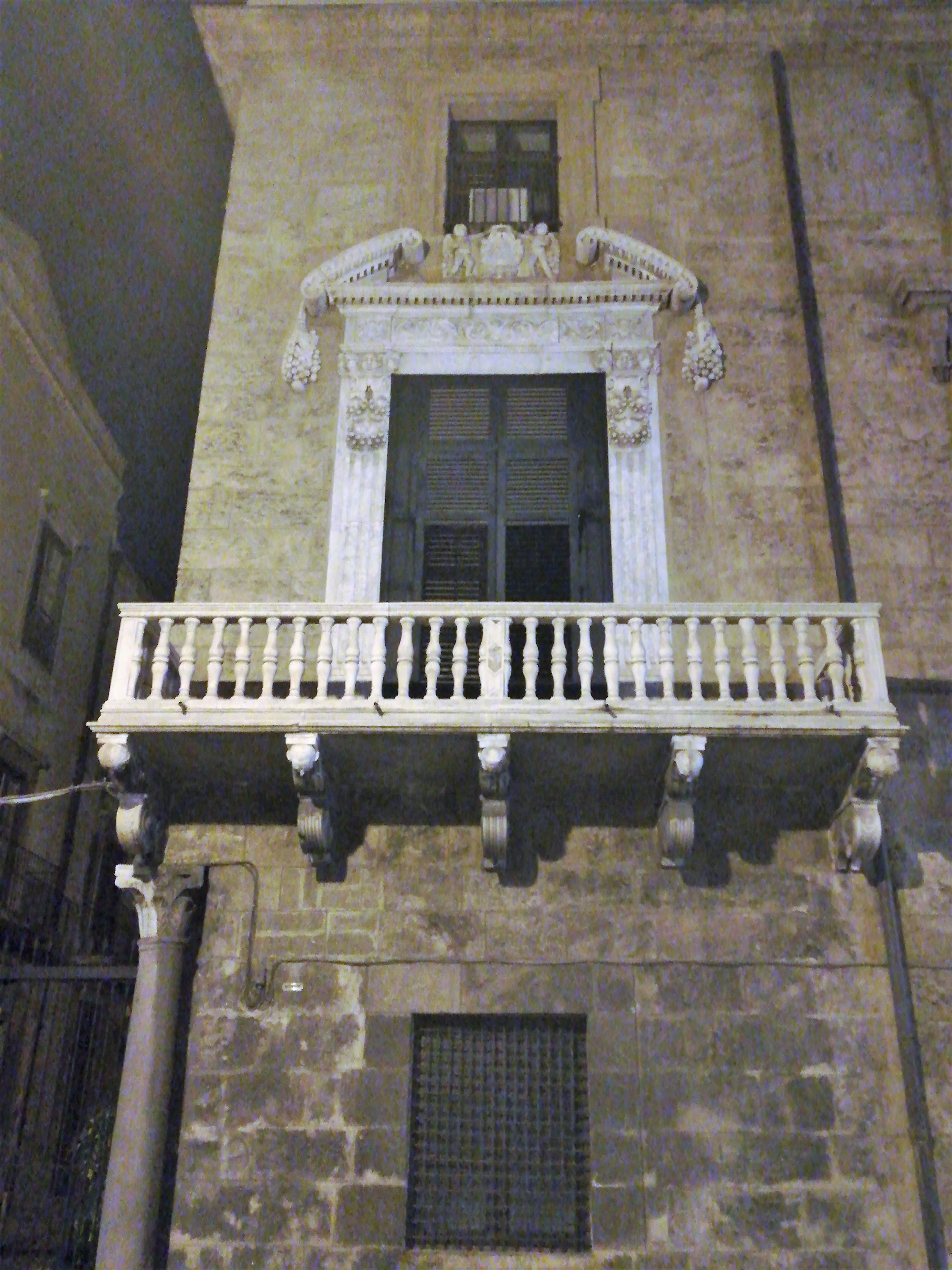
La facciata principale del Seminario, il Balcone sul Cassero di Valerio Villareale.
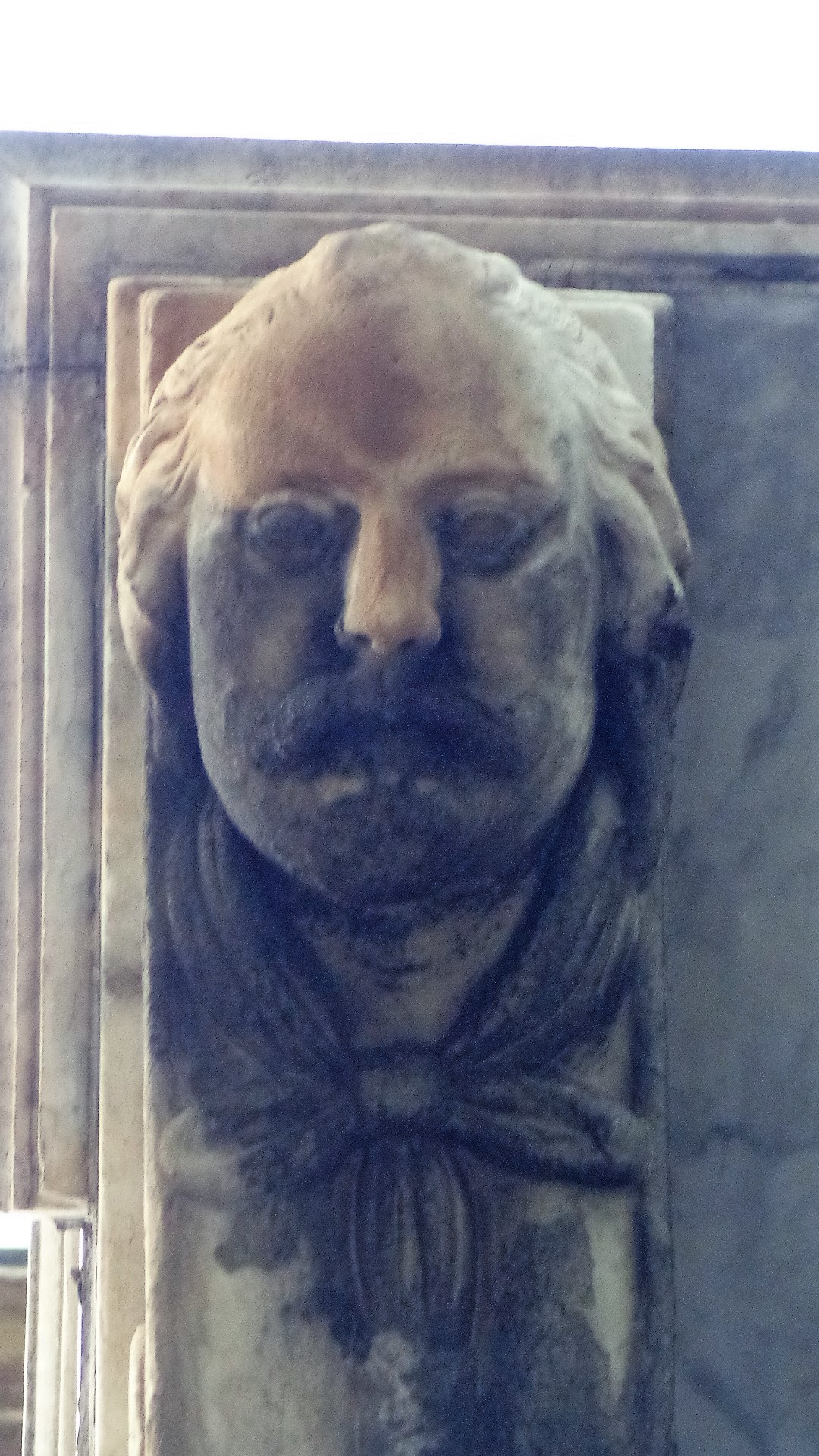
Pietro Novelli
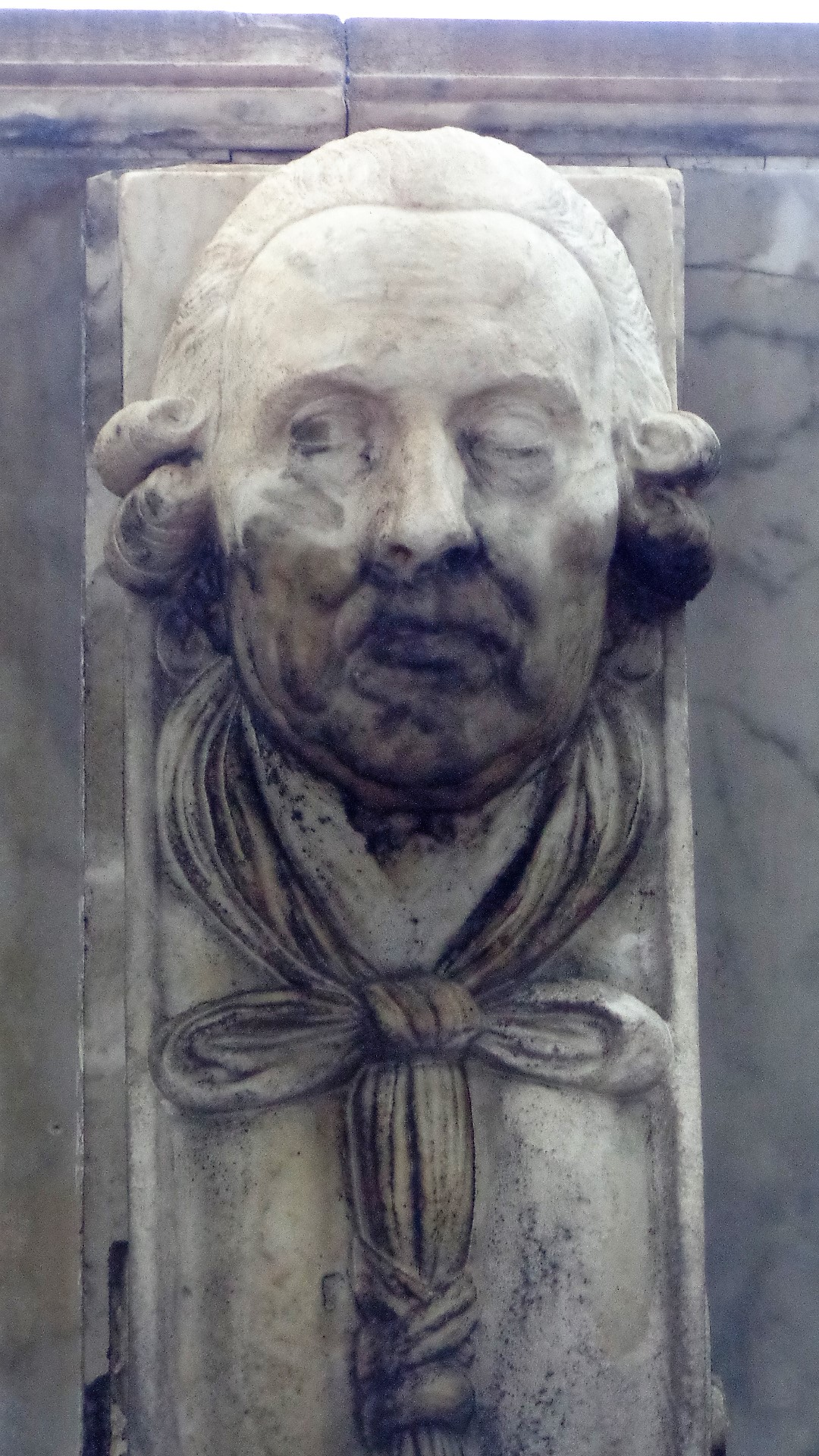
Ignazio Francesco Marabitti
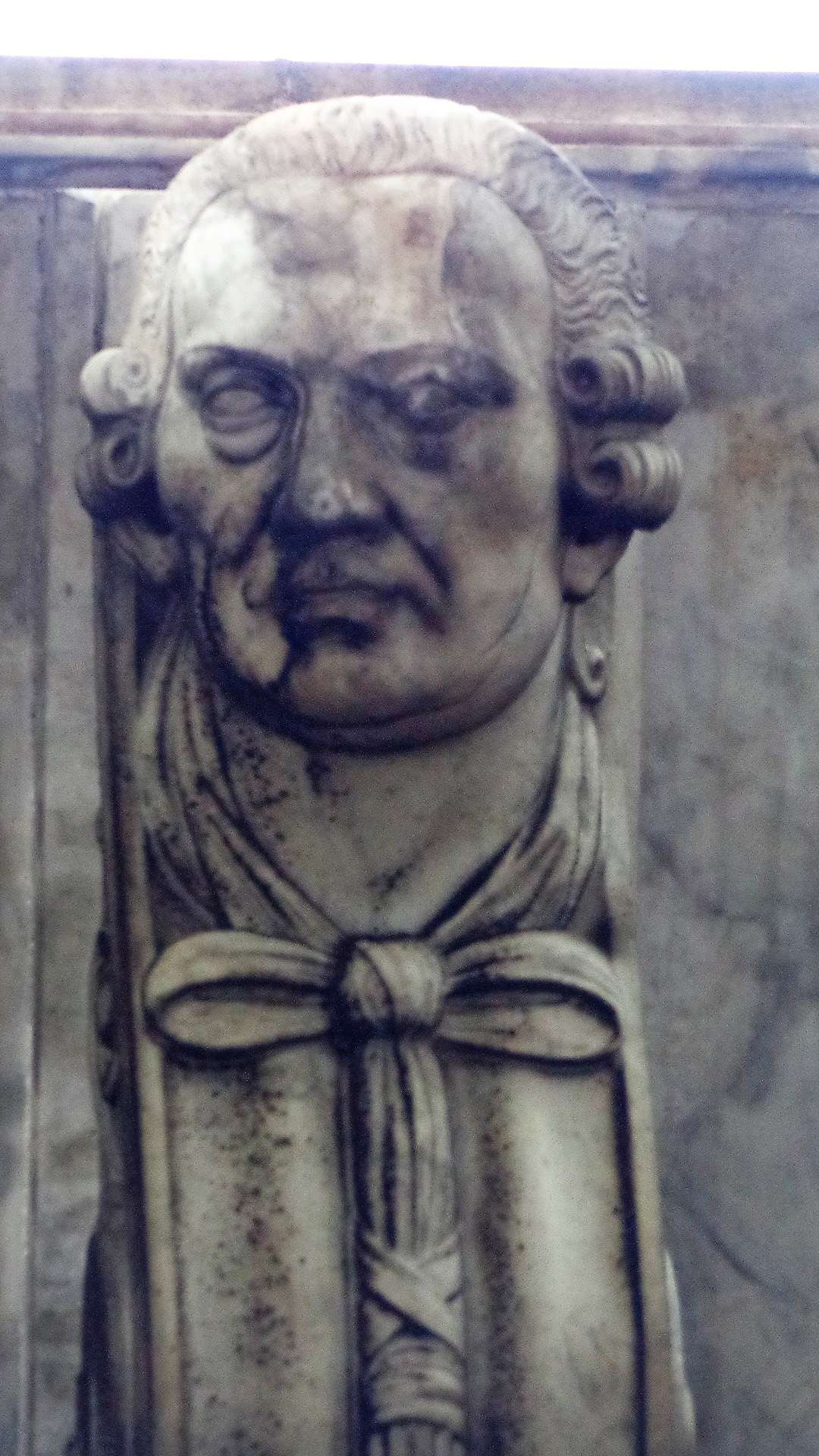
Giuseppe Venanzio Marvuglia
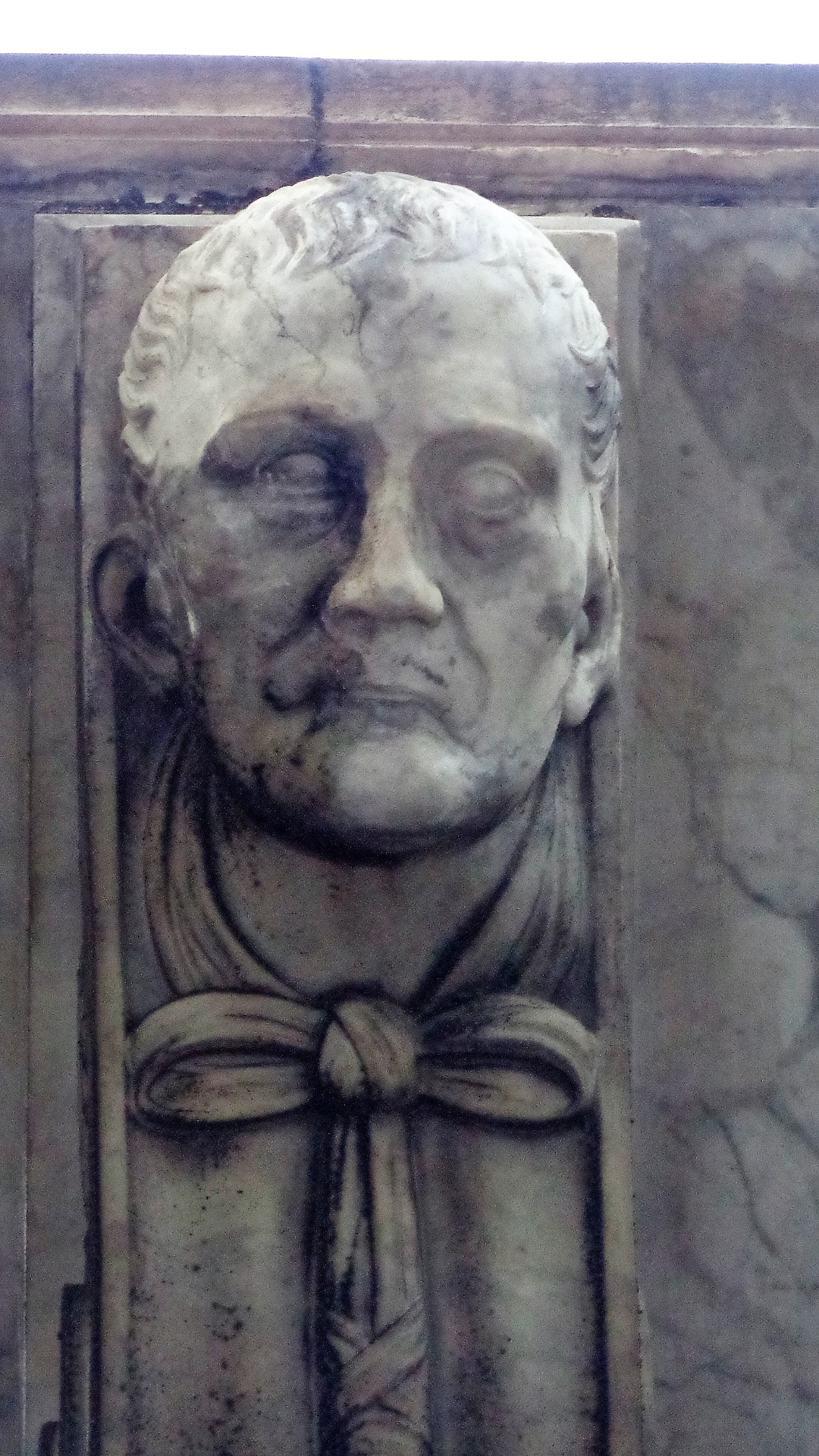
Giuseppe Velasco
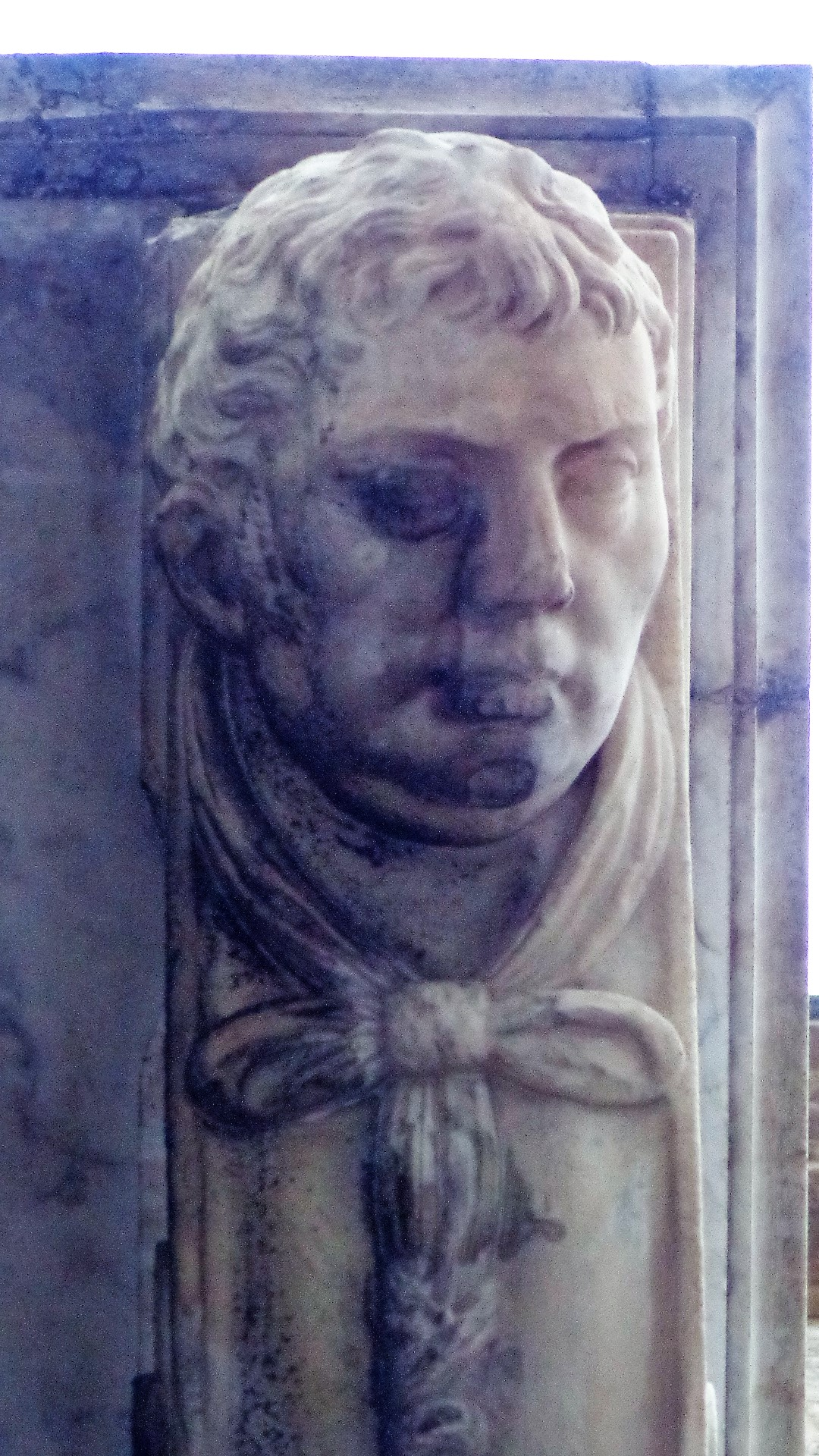
Vincenzo Riolo